# Юдзукосё
Юдзукосё (яп. 柚子胡椒, «юдзу и перец») — японский острый ферментированный соус из кожуры юдзу, перца чили и соли. Используется как приправа для набэмоно, супа мисо, сашими.

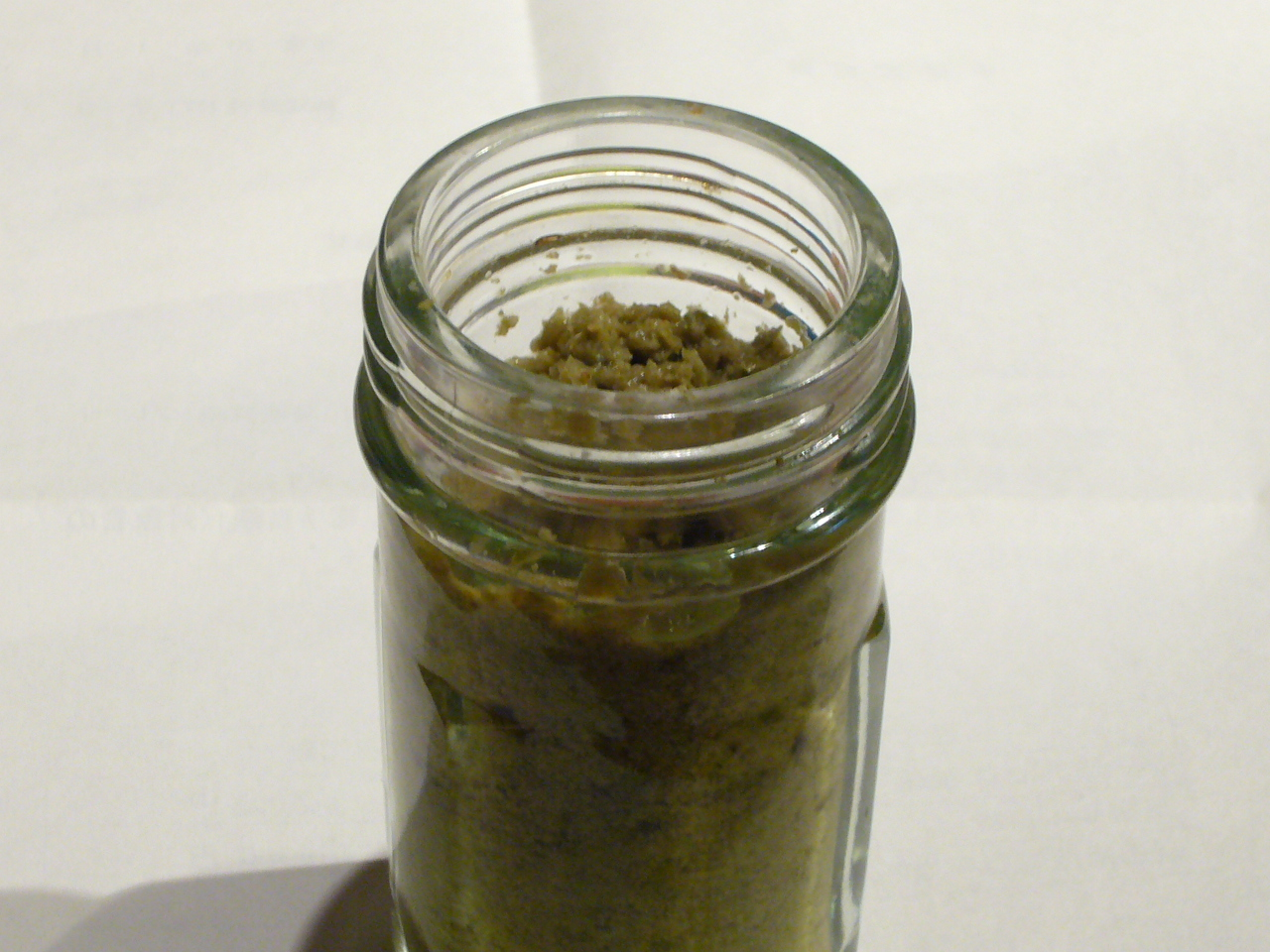
Юдзукосё в банке

Самые известные сорта юдзукосё производятся на острове Кюсю, где он является местным деликатесом.

## История
Согласно двум теориям соус появился на острове Кюсю. По одной из них юдзукосё был создан в районе Хиты, префектура Оита, в котором находилось несколько деревень, где выращивание юдзу было популярным и жители готовили соус в течение многих лет. По другой теории родиной соуса является район Соэды, префектура Фукуока. В горах Хико, одной из трёх священных гор в Японии, был расположен сад, в котором росло дерево юдзу. Горные отшельники-ямабуси впервые приготовили юдзукосё из плодов этого дерева и передавали рецепт соуса от одного поколения ямабуси к другому.
Первоначально юдзукосё изготавливали только в домашних условиях, а позже перешли к массовому производству. Соус стал более популярным, когда его стали дарить в виде сувенира
на курорте с горячими источниками Юфуине. Скачок популярности соуса произошел после того, как компания Фундо-кин (яп. フンドーキン), крупный производитель соевого соуса и мисо на о. Кюсю, начала производство юдзукосё. В последние годы соус начали продавать крупные предприятия пищевой промышленности, такие как House Foods, S & B Foods, McCormick & Company, Lion. В магазинах соус продаётся в стеклянной посуде и в мягкой упаковке.

## Использование
Изначально юдзукосё употреблялся только с набэмоно. Позднее он стал использоваться как приправа к цукуне (японские тефтели), удону, мисо, сашими, темпуре, якитори. После того как соус стал популярным по всей Японии, его стали использовать шире, например, к спагетти, рамену, шумаи (вид пельменей), тонкацу, как заправку для салата.
Крупные производители добавляют юдзукосё как вкусовую добавку к различным продуктам. В случае снэков, которые не должны содержать влагу, настоящий соус не используется, он заменяется на смесь из порошков из юдзу и перца чили. Примеры подобных продуктов:
- Компания Calbee[англ.] производит снэки, например, картофельные чипсы;
- Компания Meiji Seika[англ.] — витые кукурузные чипсы (продаются только на Кюсю);
- Компания Kameda — жареные чипсы моти, сэмбэй;
- Компания Ezaki Glico[англ.] производит Pretz[англ.] со вкусом юдзукосё;
- На Кюсю продается KitKat со вкусом юдзукосё.

## Разновидности
Юдзукосё обычно готовится из зелёного перца чили, но в некоторых рецептах вместо него берется красный чили. Юдзукосё из зелёного перца получается зелёного цвета, а из красного — оранжевого.
Tankankosho — похожий продукт из танкана (яп. タンカン), цитрусового, похожего на апельсин.

## Интересные факты
- Последние иероглифы в названии соуса, 胡椒 (косё), означают «черный перец», но на диалекте о. Кюсю они означают «перец чили».